# تخت آهنین (بازی تاج‌وتخت)
«تخت آهنین» (به انگلیسی: The Iron Throne)، ششمین قسمت از فصل هشتم سریال بازی تاج‌وتخت است که در مجموع ۷۳امین و آخرین قسمت در کل سریال محسوب می‌شود. نویسندگی و کارگردانی این اپیزود توسط سازندگان این سریال، یعنی دیوید بنیاف و دی. بی. وایس انجام شده‌است. «تخت آهنین» نخستین بار در تاریخ ۱۹ مه ۲۰۱۹ از شبکه اچ‌بی‌او در ایالات متحده آمریکا و کانادا پخش شد.
در این قسمت شخصیت و رفتار دنریس تارگرین پس از جلوس بر تخت آهنین، که نمادی از فرمانروایی بر سرزمین وستروس و هفت پادشاهی آن است، نشان داده می‌شود.
این قسمت از سریال رکورد بینندگان تاریخ شبکه اچ‌بی‌او را با ۱۳٫۶ میلیون بیننده شکست.

## داستان
پس از آن که کینگز لندینگ تقریباً نابود می‌شود، گری ورم علی‌رغم مخالفت شدید جان اسنو تمامی سربازان اسیر شده را به دستور دنریس اعدام می‌کند. تیریون اجساد جیمی و سرسی را در خرابه‌های قلعه سرخ پیدا می‌کند. دنریس ارتش آنسالید و دوتراکی را مقابلش جمع می‌کند و اعلام می‌کند که قصد آزادسازی تمام دنیا را دارد. در پاسخ به استبداد دنریس، تیریون با خشم از مقامش به عنوان مشاور وی استعفا می‌دهد و دنریس هم دستور بازداشت او را می‌دهد تا سرانجام اعدام شود.
با این باور که دنریس در نهایت جان و سانسا را می‌کشد، آریا و تیریون به جان هشدار می‌دهند که سرنوشت وستروس در دست‌های اوست. جان با دنریس روبه‌رو می‌شود و پس از در آغوش گرفتن و بوسیدنش وی را با خنجری به قتل می‌رساند. اژدهای دنریس تخت آهنین را ذوب می‌کند و جسد دنریس را با خود به دوردست‌ها می‌برد.
داستان با پرشی چند هفته‌ای به جلو می‌رود. استارک‌ها و دیگر قدرتمندان وستروس به کینگز لندینگ آمده تا دربارهٔ سرنوشت آن تصمیم بگیرند. جان بعد از کشتن دنریس به دستور گری ورم زندانی شده‌است. تیریون پیشنهاد می‌دهد که فرمانروایان آینده وستروس توسط اشراف عالی‌رتبه انتخاب شوند و از موروثی کردن تختگاه فرمانروایی پرهیز شود. به استثنای سانسا که استقلال شمال را طلب می‌کند، سایر لردها پیشنهاد تیریون را قبول کرده و برن را به عنوان فرمانروای شش پادشاهی انتخاب می‌کنند. برن، تیریون را به عنوان مشاور اعظم برمی‌گزیند و جان را بنابر درخواست پیروان دنریس مجازات کرده و به شمال تبعید می‌کند تا به نگهبانان شب بپیوندد.
گری ورم به همراه ارتش آنسالید به جزایر ناث می‌روند. تیریون شورای پادشاهی – برین، داوس، بران و سم – را جمع می‌کند تا با همفکری، کینگز لندینگ را از نو بسازند. سانسا ملکه شمال می‌شود. آریا با کشتی به دریای ناشناخته غرب وستروس سفر می‌کند. در قلعه سیاه، جان به تورموند و گوست ملحق می‌شود و همراه وحشی‌ها به شمال دیوار می‌رود.

## بازخوردها
روند روایت داستان در این قسمت موافقت و مخالف‌هایی را موجب شده‌است و منتقدین و تماشاگران نظرهای مثبت و منفی را ابراز نموده‌اند. این امر در حدی پیش رفت که طرفداران سریال خواستار بازسازی کامل فصل هشتم شدند.
جرج آر. آر. مارتین کتاب‌های ترانه یخ و آتش را تمام نکرده‌است و خالقان سریال مجبور شدند مسیر سریال را از کتاب جدا کنند.